# Saint-Aubin-de-Cadelech
Saint-Aubin-de-Cadelech ist eine französische Gemeinde mit 347 Einwohnern (Stand 1. Januar 2022) im Département Dordogne in der Region Nouvelle-Aquitaine (vor 2016: Aquitanien). Sie zum Arrondissement Bergerac und zum Kanton Sud-Bergeracois.
Der Name in der okzitanischen Sprache lautet Sench Albin e Cadalech und leitet sich vom heiligen Albin von Angers ab. Der Zusatz „Cadalech“ könnte sich vom spätlateinischen catalectum (deutsch Grabhügel) ableiten oder in seiner okzitanischen Form „am Ende des Flussbetts“ bedeuten.
Die Einwohner werden Saint-Aubinois und Saint-Aubinoises genannt.

## Geographie
Saint-Aubin-de-Cadelech liegt ca. 20 Kilometer südlich von Bergerac im Gebiet Bergeracois der historischen Provinz Périgord an der südlichen Grenze zum benachbarten Département Lot-et-Garonne.
Umgeben wird Saint-Aubin-de-Cadelech von den Nachbargemeinden:
|                      |                                             | Saint-Capraise-d’Eymet      |
| Razac-d’Eymet        | Kompassrose, die auf Nachbargemeinden zeigt | Plaisance                   |
| Serres-et-Montguyard | Lauzun (Lot-et-Garonne)                     | Lalandusse (Lot-et-Garonne) |

Saint-Aubin-de-Cadelech liegt im Einzugsgebiet des Flusses Garonne.
Der Dropt, ein Nebenfluss der Garonne, bildet hier abschnittsweise die natürliche Grenze zum benachbarten Département Lot-et-Garonne und somit zu den südlichen Nachbargemeinden Lauzun und Lalandusse aber auch zu Serres-et-Montguyard.
Der Ruisseau de la Mouline, ein Nebenfluss des Dropt, entspringt in Saint-Aubin-de-Cadelech. Der Mérigole, ein weiterer Nebenfluss des Dropt, entspringt an der Grenze zur Nachbargemeinde Razac-d’Eymet und fließt an ihr entlang.

### Toponymie
Toponyme und Erwähnungen von Saint-Aubin-de-Cadelech waren:
- Sanctus Albinus in Banesio (1273, Ehrerbietung an Guillaume de Mons, laut Schriftensammlung von Lenquais),
- S. Alb. in Barsaneio  (14. Jahrhundert, Manuskript von Wolfenbüttel, 19),
- S. Alb. de Rezaco  (1365, Kastellanei von Bergerac, laut Schriftensammlung des Abbé de Lespine),
- De Rezaco (Kollation von Papst Clemens VI.),
- Saint-Aubin-de-Cahusac (1750, Notarielle Urkunde),
- Saint Aubin de Cahuzac (1750 und 1793, Karte von Cassini bzw. Notice Communale),
- Saint-Aubin-de-Cahuzac et Cadelech (1801, Bulletin des Lois),
- Saint-Aubin-de-Cadelech 1873, Dictionnaire topographique du département de la Dordogne.[5][6][7]

### Einwohnerentwicklung

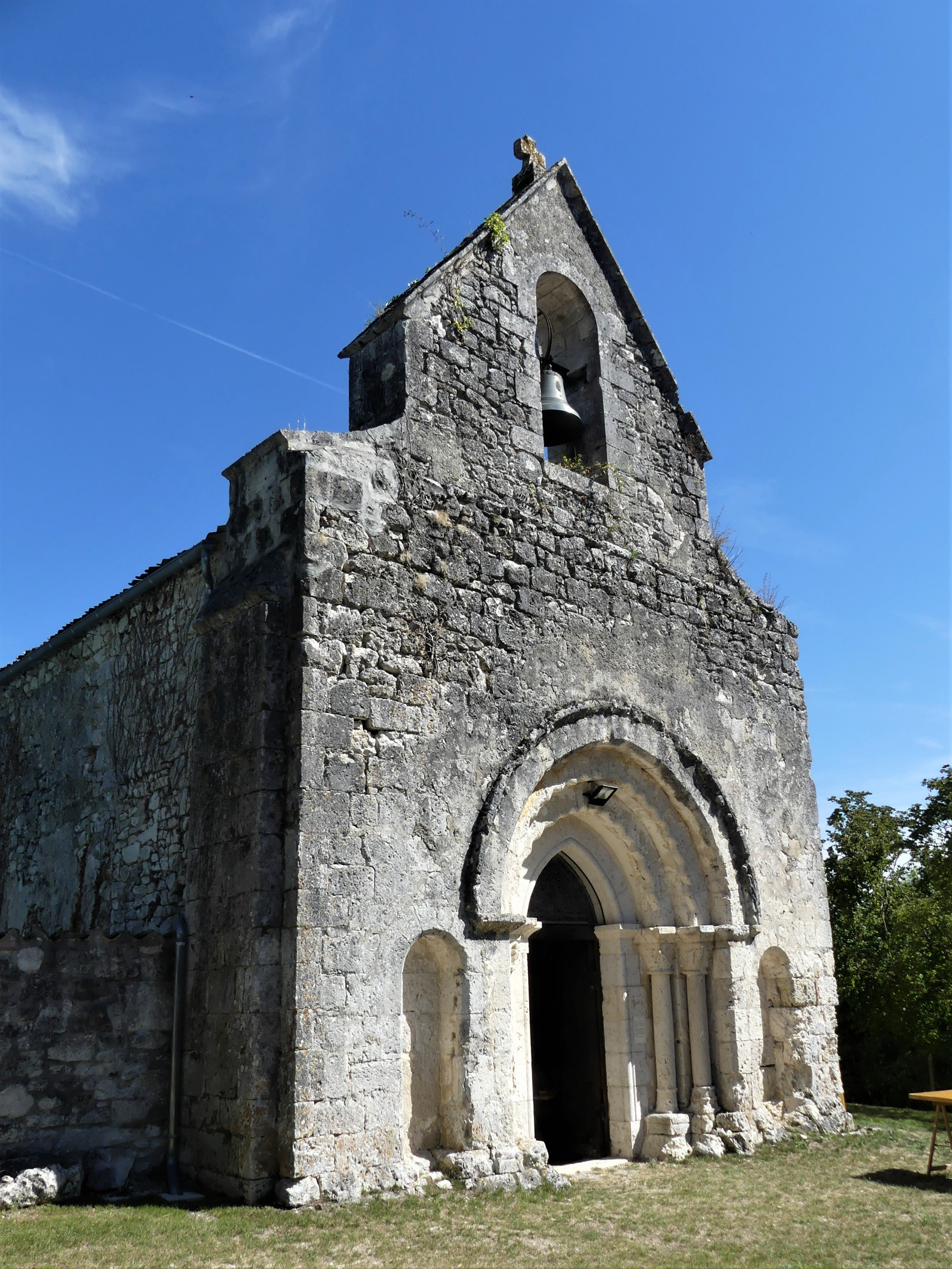
Kapelle in Cadelech

Nach Beginn der Aufzeichnungen stieg die Einwohnerzahl in der Mitte des 19. Jahrhunderts auf einen Höchststand von rund 790. In der Folgezeit setzte eine Phase der Stagnation ein, die die Zahl der Einwohner bei kurzen Erholungsphasen bis zu den 1980er Jahren auf rund 300 Einwohner sinken ließ, bevor sich die Größe auf ungefähr auf approximativ 330 Einwohner stabilisierte.
| Jahr      | 1962 | 1968 | 1975 | 1982 | 1990 | 1999 | 2006 | 2010 | 2022 |
| --------- | ---- | ---- | ---- | ---- | ---- | ---- | ---- | ---- | ---- |
| Einwohner | 472  | 373  | 331  | 299  | 338  | 316  | 311  | 325  | 347  |

## Sehenswürdigkeiten
- Kapelle in Cadelech
- Schloss Bardouly